# Arilus cristatus
Arilus cristatus (лат.) — вид клопов из рода Arilus семейства хищнецов (Reduviidae), обитающий в Северной Америке. Имеют характерный спинной гребень, по форме напоминающий колесо или шестерёнку (отсюда их народное название «колёсный клоп», wheel bugs). Хищник, питающийся, в том числе, насекомыми-вредителями. Один из крупнейших видов клопов, достигающий 38 мм в длину.

## Распространение
Североамериканский клоп, который наиболее распространён в восточной части Канады и США, их ареал простирается на юг до Мексики и Гватемалы. Из пяти современных видов рода Arilus, только A. cristatus встречается в США.

## Описание
Как и другие виды клопов рода Arilus, вид A. cristatus имеют характерный дорсальный гребень, по форме напоминающий колесо или шестерёнку (отсюда их народное название «колёсный клоп», wheel bugs).
Имеют уплотнённые передние и перепончатые задние крылья, что позволяет этому виду летать. Из-за неспособности быстро передвигаться, A. cristatus в значительной степени полагается на камуфляж, эффект от укуса или неприятный запах, чтобы избежать хищников.
Половой диморфизм заключается в том, что самцы несколько меньше самок. Характерная структура — колесовидный покров переднеспинки. Североамериканские колёсные клопы охотятся на гусениц и жуков, таких как хрущик японский, репница, парусник кресфонтес и мексиканский бобовый жук, которых они прокалывают клювом, чтобы впрыснуть слюнную жидкость, растворяющую мягкие ткани. Североамериканский колёсный клоп наиболее активен при дневном свете, но может проявлять хищническое поведение ночью в освещённых фонарями местах. Поскольку большинство его жертв — вредители, колесный клоп считается полезным.
Он маскируется и очень пуглив, обитает в лиственных местах и прячется при любой возможности. В частности, места обитания североамериканского колесного клопа включают подсолнухи, золотарник, хлопчатник, стволы деревьев, различные фруктовые и древесные рощи. У него перепончатые крылья, обеспечивающие неуклюжий, шумный полёт, который легко принять за полет большого кузнечика. Взрослая особь имеет серую или коричневато-серую окраску и чернеет вскоре после линьки, но у нимф (которые еще не имеют колесовидной структуры) брюшко ярко-красное или оранжевое. Этот вид был описан в 1763 году Карлом Линнеем под названием Cimex cristatus Linnaeus, 1763. Несмотря на распространенность североамериканского колесного клопа во многих местах обитания, информация, собранная об этом виде, бессистемна и неполна.

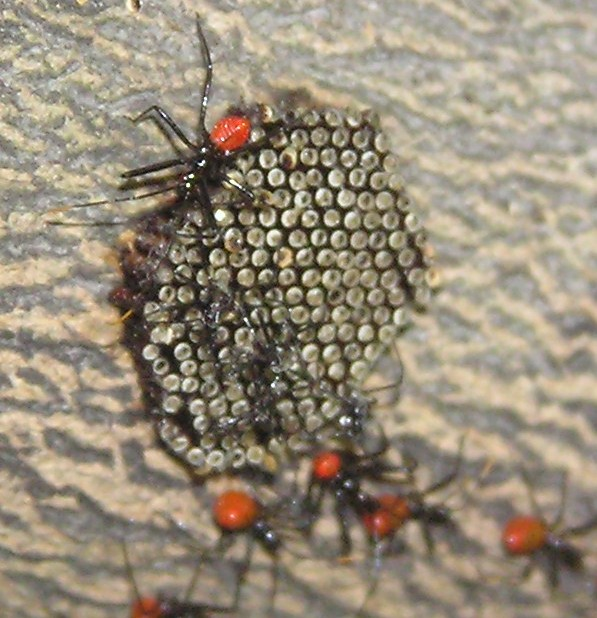
Arilus cristatus, нимфы и яйца
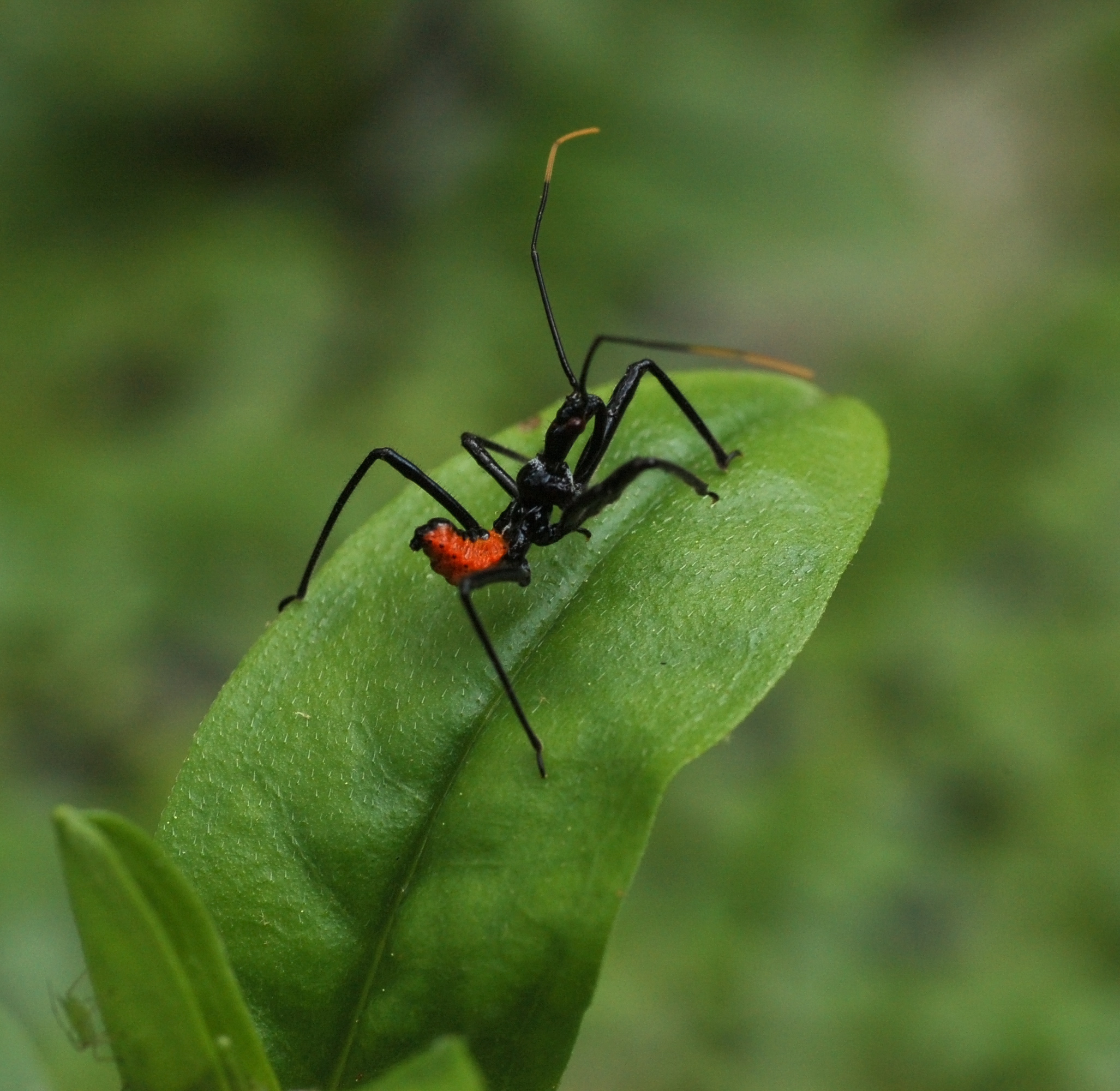
Arilus cristatus, нимфа
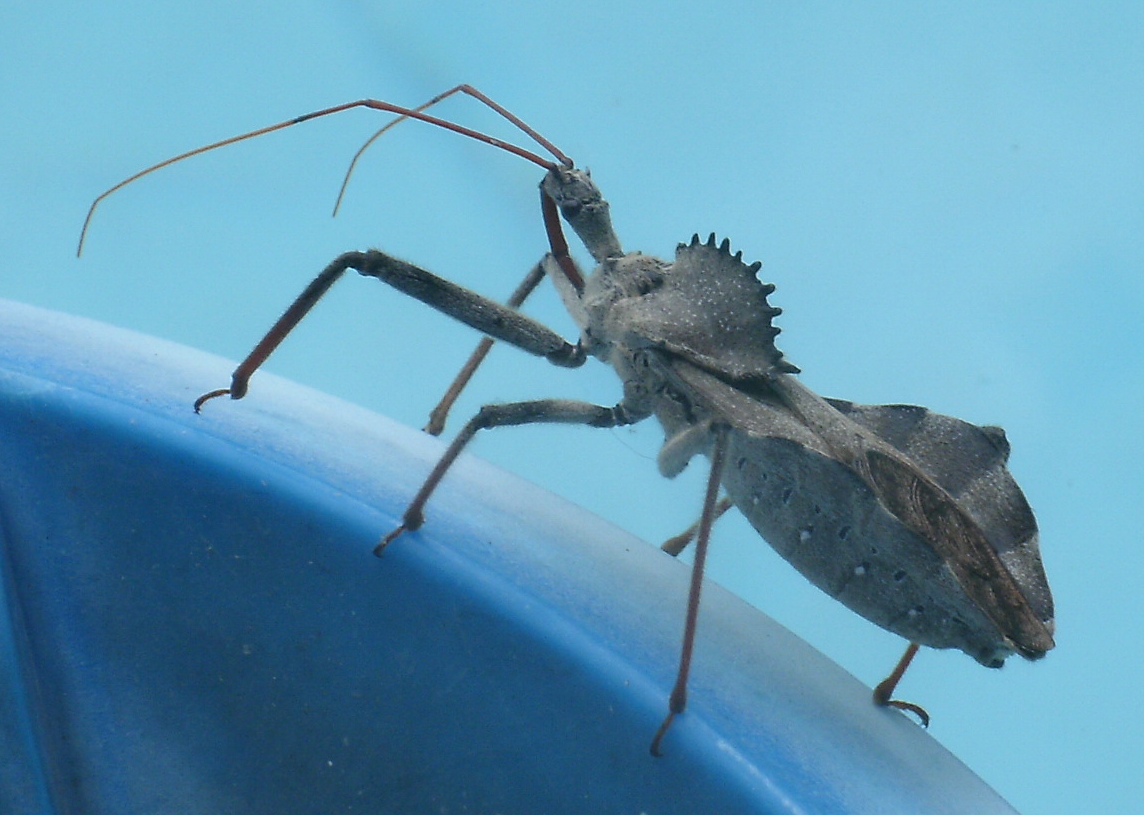
Arilus cristatus
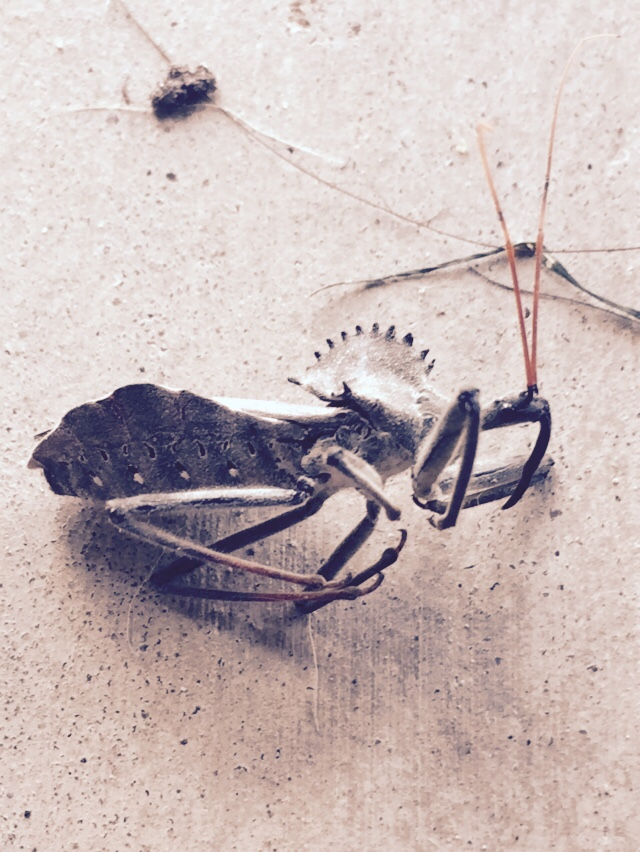
Arilus cristatus и гусеница Epargyreus clarus
- Arilus cristatus
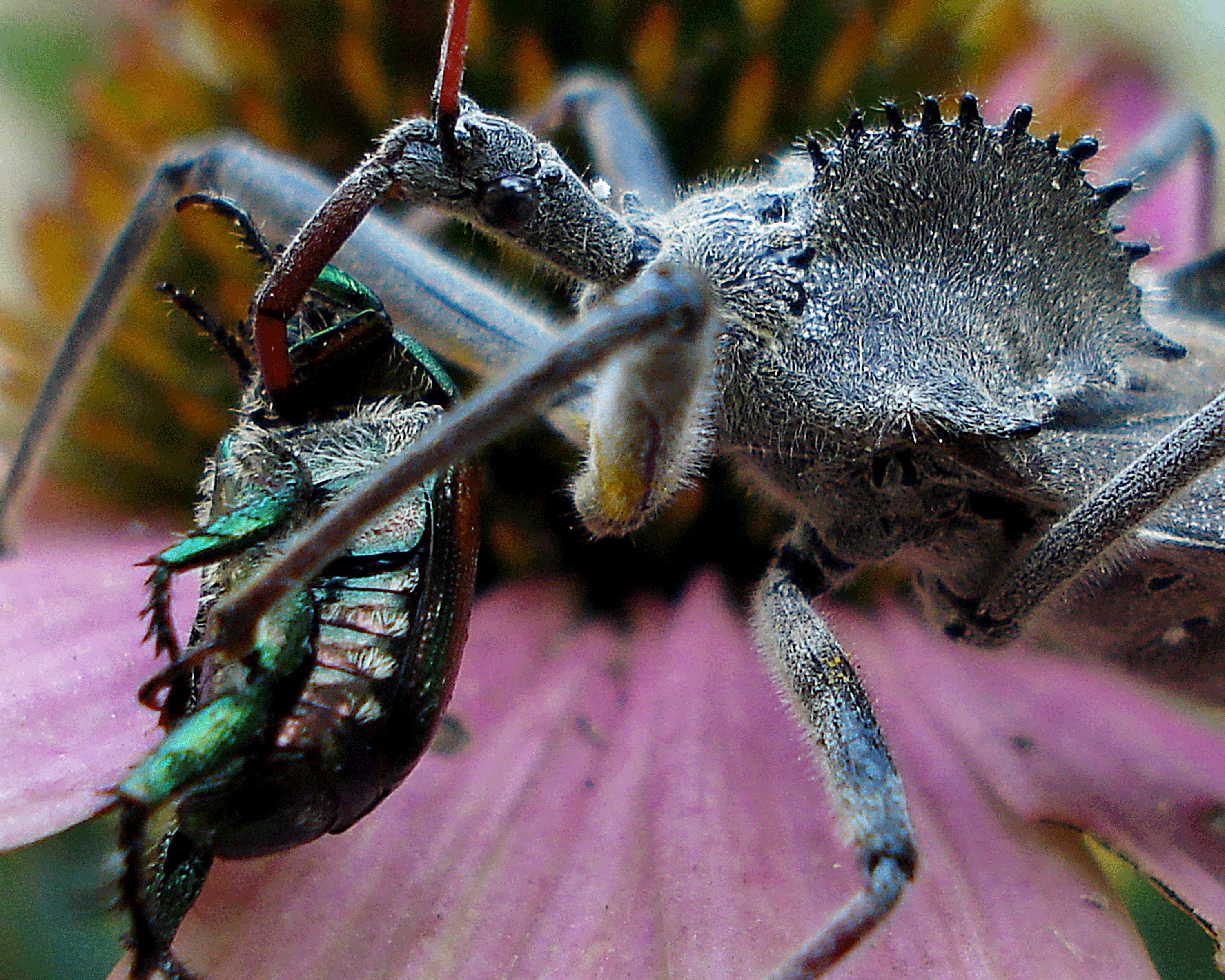
Arilus cristatus и хрущик японский
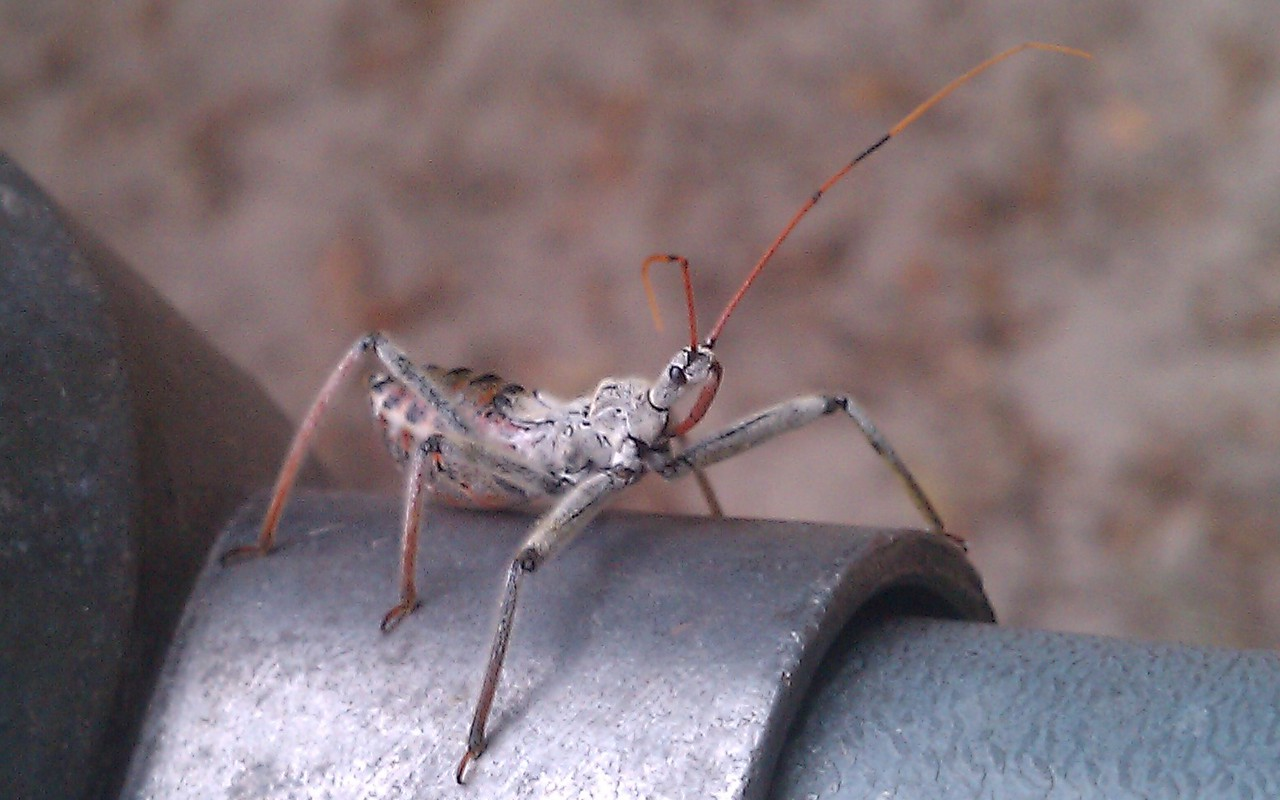
Нимфа
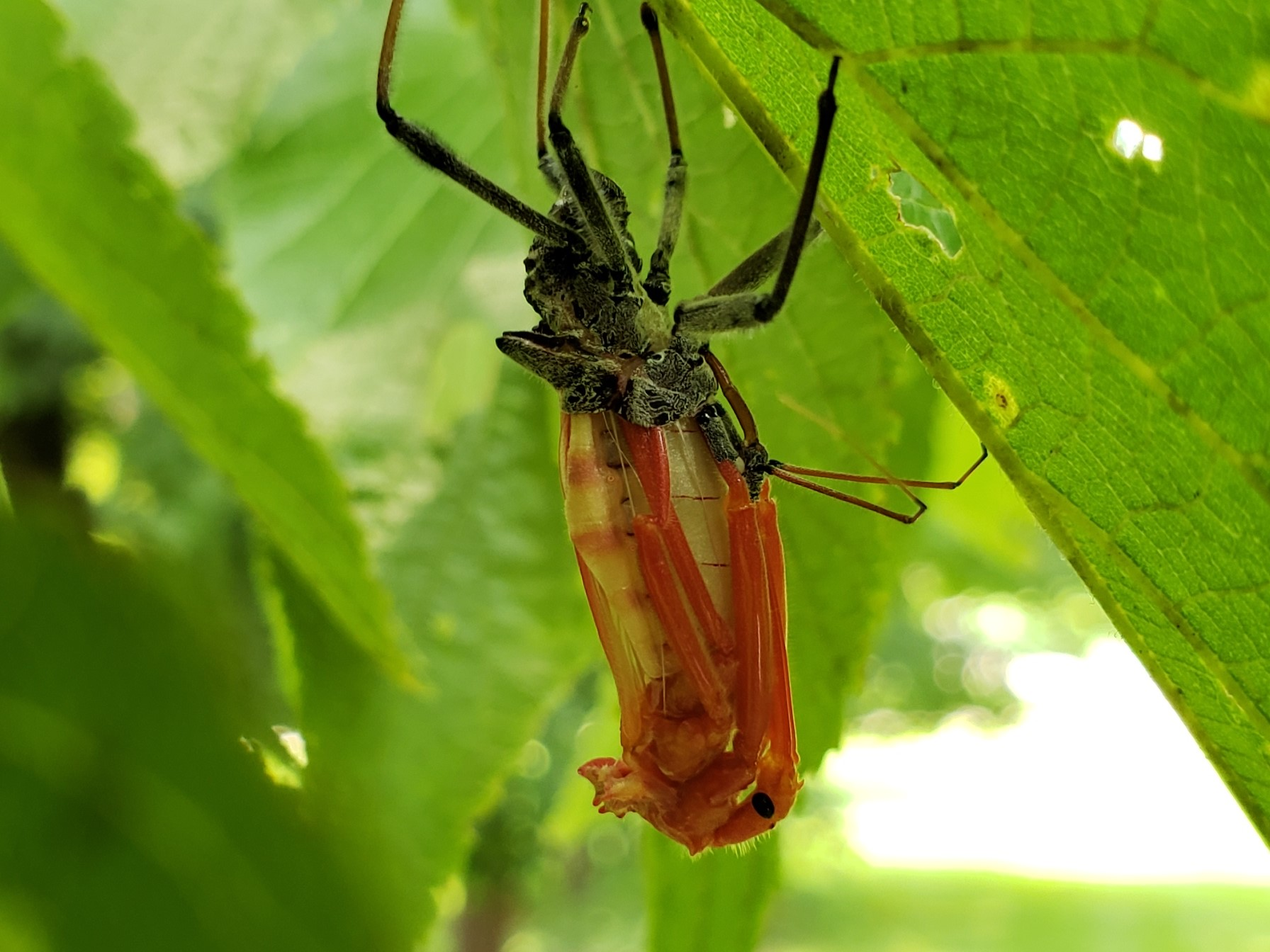
Имаго Arilus cristatus
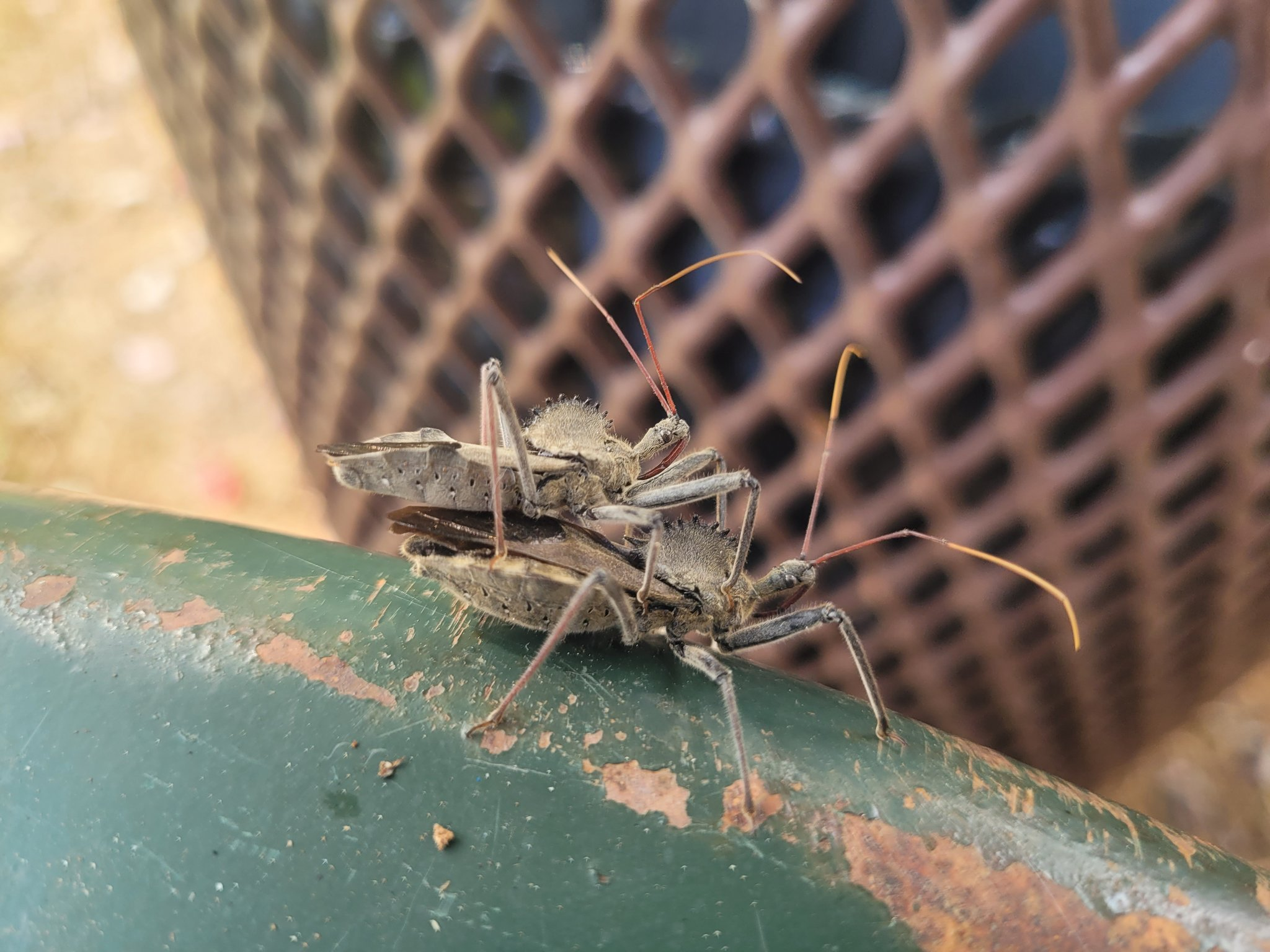
Спаривание Arilus cristatus

## Экологическое значение
Arilus cristatus высоко ценятся садоводами-органиками, поскольку они потребляют разнообразных насекомых, а их присутствие указывает на здоровую экосистему, свободную от пестицидов. «Они — лев или орёл вашей пищевой сети», — отмечает доктор наук Майкл Дж. Раупп, энтомолог из Университета Мэриленда. «Они сидят на вершине. Когда в вашем ландшафте есть такие крупные, свирепые хищники, это говорит мне о том, что это очень здоровый ландшафт, потому что все остальные уровни вашей пищевой сети не повреждены».
Хотя A. cristatus является желанным агентом борьбы с вредителями, этот вид также охотится на несколько экологически полезных видов, таких как жуки-жужелицы и медоносные пчелы.

## Взаимодействия с человеком
Этот вид в целом безразличен к присутствию и вмешательству людей. Хотя есть данные, что A. cristatus может быть одомашнен в контролируемых условиях, при провокации или неправильном обращении он может напасть в целях защиты. Их укус обычно считается более серьёзным по уровню и продолжительности боли, чем укус обычных насекомых, таких как осы. Полученная рана, согласно документам, чрезвычайно болезненна, длительна и продолжительна, сопровождается онемением, которое может сохраняться в течение нескольких дней. Этих последствий можно избежать, если работать с насекомым в перчатках. Укус не считается сильно ядовитым, поэтому в краткосрочной перспективе он не является серьёзным. Кроме того, известно, что место укуса нагревается и раздражается. В процессе заживления вокруг раны иногда образуется белая корочка, но в конце концов она разрушается, оставляя видимой небольшую колотую рану. Дискомфорт может сохраняться в течение двух недель, а в некоторых случаях — до шести месяцев. Однако последние сроки часто объясняются аллергическими реакциями или рецидивирующими инфекциями первоначальной раны.